# Dichelus niger
Dichelus niger är en skalbaggsart som beskrevs av Christian Rudolph Wilhelm Wiedemann 1821. Dichelus niger ingår i släktet Dichelus och familjen Melolonthidae. Inga underarter finns listade i Catalogue of Life.